# Magyarország az ifjúsági olimpiai játékokon
Magyarország az ifjúsági olimpiai játékokon először már az első, 2010-es nyári játékokon részt vett, ahol 18 sportágban 51 versenyzővel szerepelt.
Az első ifjúsági olimpiai érmet Lupkovics Dóra szerezte lány tőrvívásban 2010. augusztus 15-én Szingapúrban.
Az első ifjúsági olimpiai aranyérmet Kapás Boglárka szerezte úszásban, a 200 m-es pillangóúszás versenyszámban, ugyancsak Szingapúrban.
A téli ifjúsági olimpiai játékokon az első két érmet Kovács Attila és Gasparics Fanni szerezte 2012. január 19-én Innsbruckban. Mindketten a jégkorong egyéni ügyességi versenyszámában nyertek ezüstérmet.

## Eredmények

### Eredményesség anyári ifjúsági olimpiai játékokon
Az alábbi táblázat sorrendben a következő adatokat tartalmazza:
- Olimpia: az adott nyári ifjúsági olimpia éve és helyszíne
- Arany: az adott ifjúsági olimpián a magyarországi versenyzők által szerzett aranyérmek száma
- Ezüst: az adott ifjúsági olimpián a magyarországi versenyzők által szerzett ezüstérmek száma
- Bronz: az adott ifjúsági olimpián a magyarországi versenyzők által szerzett bronzérmek száma
- Összes érem: az adott ifjúsági olimpián a magyarországi versenyzők által szerzett érmek száma
- Éremtáblázat: Magyarország helyezése a nem hivatalos éremtáblázaton az adott ifjúsági olimpián
- IV.: az adott ifjúsági olimpián a magyarországi versenyzők által szerzett negyedik helyezések száma
- V.: az adott ifjúsági olimpián a magyarországi versenyzők által szerzett ötödik helyezések száma
- VI.: az adott ifjúsági olimpián a magyarországi versenyzők által szerzett hatodik helyezések száma
- Összes pont: az adott ifjúsági olimpián a magyarországi versenyzők által szerzett pontok száma, amit a következőképpen lehet kiszámolni: arany = 7 pont, ezüst = 5 pont, bronz = 4 pont, negyedik hely = 3 pont, ötödik hely = 2 pont és hatodik hely = 1 pont
- Pontverseny: Magyarország helyezése a nem hivatalos pontversenyben az adott ifjúsági olimpián
- Összesen és Átlag: az utolsó sorban az adott oszlop összege illetve átlaga szerepel. Mivel nem lehet nem egész érmet, helyezést és pontot szerezni, ezért mindenhol a kerekítési szabályoknak megfelelő egész érték szerepel (ezért lehetséges az, hogy az arany-, ezüst- és bronzérmek átlagának összege nem egyezik meg az összes érmek átlagával). Mivel sorszámok összegét venni értelmetlen, emiatt az Éremtáblázat és a Pontverseny oszlopoknál csak az átlag érték lett kiszámítva.

| Ifjúsági olimpia   | Arany | Ezüst | Bronz | Összes érem | Érem– táblázat | IV. | V. | VI. | Összes pont | Pont– verseny |
| ------------------ | ----- | ----- | ----- | ----------- | -------------- | --- | -- | --- | ----------- | ------------- |
| 2010, Szingapúr    | 6     | 4     | 5     | 15          | 8.             | 6   | 3  | 5   | 112         | ?.            |
| 2014, Nanking      | 6     | 6     | 11    | 23          | 8.             | 7   | 4  | 6   | 164         | ?.            |
| 2018, Buenos Aires | 12    | 7     | 5     | 24          | 4.             | 7   | 8  | 4   | 180         | -             |
| Összesen           | 24    | 17    | 21    | 62          | –              | 20  | 15 | 15  | 456         | –             |

### Eredményesség atéli ifjúsági olimpiai játékokon
| Ifjúsági olimpia  | Arany | Ezüst | Bronz | Összes érem | Érem– táblázat | IV. | V. | VI. | Összes pont | Pont– verseny |
| ----------------- | ----- | ----- | ----- | ----------- | -------------- | --- | -- | --- | ----------- | ------------- |
| 2012, Innsbruck   | 0     | 2     | 0     | 2           | 21.            | 0   | 0  | 0   | 10          | ?             |
| 2016, Lillehammer | 0     | 1     | 1     | 2           | 22.            | 2   | 1  | 0   | 17          | ?             |
| Összesen          | 0     | 3     | 1     | 4           | –              | 2   | 1  | 0   | 27          | –             |

### Eredményesség sportáganként
Az alábbi táblázat sportágankénti bontásban tartalmazza a magyarországi sportolók által elért eredményeket. Karakterisztikájában hasonló a fenti két táblázathoz. Az oszlopok magyarázata itt olvasható annyi kiegészítéssel, hogy nincs Éremtáblázat illetve Pontverseny oszlop, valamint sportági átlag sincs.
| Sportág                    | Arany | Ezüst | Bronz | Összes érem | IV. | V. | VI. | Összes pont |
| -------------------------- | ----- | ----- | ----- | ----------- | --- | -- | --- | ----------- |
| Úszás                      | 8     | 2     | 4     | 14          | ?   | ?  | ?   | ?           |
| Kajak-kenu                 | 2     | 2     | 0     | 4           | ?   | ?  | ?   | ?           |
| Cselgáncs                  | 1     | 1     | 1     | 3           | ?   | ?  | ?   | ?           |
| Vívás                      | 1     | 0     | 2     | 3           | ?   | ?  | ?   | ?           |
| Atlétika                   | 0     | 2     | 5     | 7           | ?   | ?  | ?   | ?           |
| Jégkorong                  | 0     | 2     | 0     | 2           | 1   | 0  | 0   | 13          |
| Öttusa                     | 0     | 2     | 0     | 2           | ?   | ?  | ?   | ?           |
| Rövidpályás gyorskorcsolya | 0     | 1     | 1     | 2           | 1   | 1  | 0   | 14          |
| Torna                      | 0     | 1     | 0     | 1           | ?   | ?  | ?   | ?           |
| Ökölvívás                  | 0     | 0     | 2     | 2           | ?   | ?  | ?   | ?           |
| Sportlövészet              | 0     | 0     | 1     | 1           | ?   | ?  | ?   | ?           |
| Vitorlázás                 | 0     | 0     | 1     | 1           | ?   | ?  | ?   | ?           |
| Összesen                   | 12    | 13    | 17    | 42          | ?   | ?  | ?   | ?           |

## Nemzetek vegyes csapatának tagjaként
A magyar sportolók a nyári ifjúsági olimpiai játékokon olyan csapatokban is részt vettek, amelyekben a csapat tagjai különböző nemzet sportolói voltak. Az alábbi táblázatok azokat az érmeket összesíti, amelyet olyan csapatok nyertek, amelyek különböző nemzet sportolóiból álltak és legalább az egyik csapattag magyar sportoló volt.

### Eredményesség anyári ifjúsági olimpiai játékokon
| Ifjúsági olimpia   | Arany | Ezüst | Bronz | Összes érem | IV. | V. | VI. | Összes pont |
| ------------------ | ----- | ----- | ----- | ----------- | --- | -- | --- | ----------- |
| 2010, Szingapúr    | 1     | 0     | 1     | 2           | ?   | ?  | ?   | ?           |
| 2014, Nanking      | 1     | 3     | 1     | 5           | ?   | ?  | ?   | ?           |
| 2018, Buenos Aires | 2     | 0     | 1     | 3           | 1   | 1  | 0   | 24          |
| Összesen           | 4     | 3     | 3     | 10          | 1   | 1  | 0   | ?           |

### Eredményesség atéli ifjúsági olimpiai játékokon
| Ifjúsági olimpia  | Arany | Ezüst | Bronz | Összes érem | IV. | V. | VI. | Összes pont |
| ----------------- | ----- | ----- | ----- | ----------- | --- | -- | --- | ----------- |
| 2012, Innsbruck   | 0     | 0     | 0     | 0           | 0   | 1  | 0   | 2           |
| 2016, Lillehammer | 0     | 1     | 1     | 2           | 0   | 0  | 1   | 10          |
| Összesen          | 0     | 1     | 1     | 2           | 0   | 1  | 1   | 12          |

### Eredményesség sportáganként
Az alábbi táblázat sportágankénti bontásban tartalmazza a magyarországi sportolók által elért eredményeket, amelyeket olyan csapat tagjaként értek el, amelyben a csapat tagjai különböző nemzet sportolói voltak. Karakterisztikájában hasonló a fenti két táblázathoz. Az oszlopok magyarázata itt olvasható annyi kiegészítéssel, hogy nincs Éremtáblázat illetve Pontverseny oszlop, valamint sportági átlag sincs.
| Sportág                    | Arany | Ezüst | Bronz | Összes érem | IV. | V. | VI. | Összes pont |
| -------------------------- | ----- | ----- | ----- | ----------- | --- | -- | --- | ----------- |
| Triatlon                   | 1     | 1     | 0     | 2           | ?   | ?  | ?   | ?           |
| Sportlövészet              | 1     | 0     | 0     | 1           | ?   | ?  | ?   | ?           |
| Rövidpályás gyorskorcsolya | 0     | 1     | 0     | 1           | 0   | 1  | 1   | 8           |
| Öttusa                     | 0     | 1     | 0     | 1           | ?   | ?  | ?   | ?           |
| Vívás                      | 0     | 1     | 0     | 1           | ?   | ?  | ?   | ?           |
| Tenisz                     | 0     | 0     | 2     | 2           | ?   | ?  | ?   | ?           |
| Műkorcsolya                | 0     | 0     | 1     | 1           | 0   | 0  | 0   | 4           |
| Összesen                   | 2     | 4     | 3     | 9           | ?   | ?  | ?   | ?           |